# 13991 Kenphillips
13991 Kenphillips eller 1993 FZ6 är en asteroid i huvudbältet som upptäcktes den 17 mars 1993 av UESAC vid La Silla-observatoriet. Den är uppkallad efter Ken Phillips.
Den tillhör asteroidgruppen Nysa.